# マリウスの軍制改革

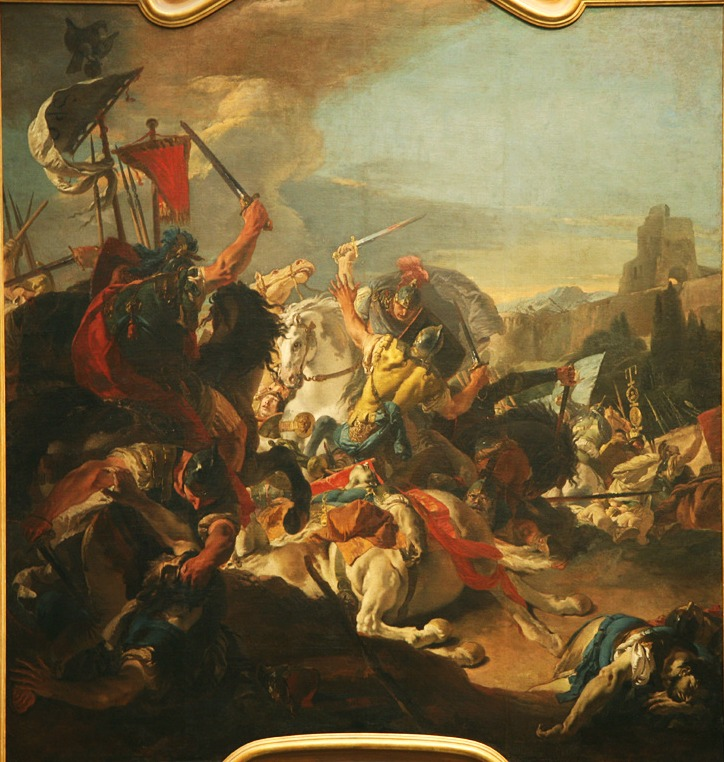
ジョヴァンニ・バッティスタ・ティエポロ『ウェルケラエの戦い』（1727年頃）メトロポリタン美術館所蔵

マリウスの軍制改革（マリウスのぐんせいかいかく、Marian Military Reform）とは、紀元前2世紀末にガイウス・マリウスによって施行されたとされるローマ軍の改革。この改革によって、将来の帝政ローマへの道筋がついたとされ、市民兵から構成されていたローマ軍団は、志願者によるプロの集団に切り替わったと言われてきたが、学者の間ではこれ以前から軍の改革は徐々に進められていたと考えられている。また、軍団兵の私兵化、職業軍人化という見方についても、兵士の市民としての側面が見直されている。

## 軍制の変遷

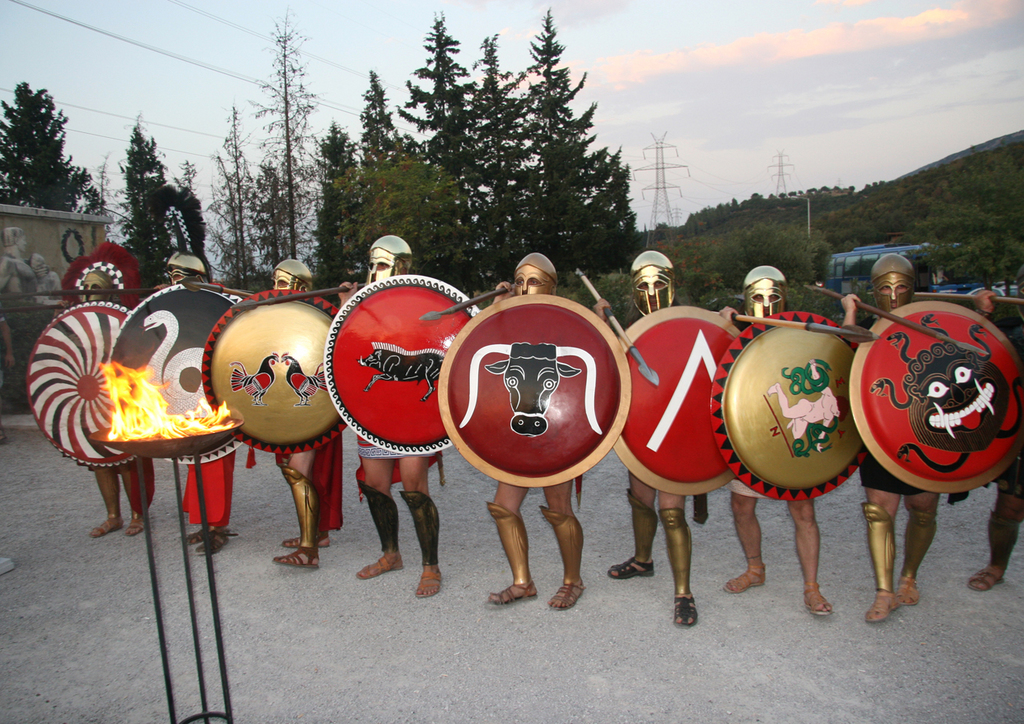
紀元前5世紀のギリシア重装歩兵の再現

元々のローマの軍団兵はローマ市民によって構成された。彼らはケンソル（監察官）の行なうケンスス（国勢調査）によって、資産ごとにケントゥリア民会の単位でもあるケントゥリア（百人隊）に振り分けられ、エクィテス（騎兵）か5つのクラッシス（階級）に登録されていた。
- ケントゥリア（百人隊）のクラッシス（階級）[4]
  - エクィテス（騎兵）
  - 第1クラッシス
  - 第2クラッシス
  - 第3クラッシス
  - 第4クラッシス
  - 第5クラッシス：ここまでが資産階級（アッシドゥイー）
  - 無産階級（プロレタリイ、もしくはカピテ・ケンシ）- 兵役免除[5]

市民はローマ市内で武器を携帯することが禁じられており、その原則のためにケントゥリア民会は郊外のカンプス・マルティウスで行われた。彼らはケントゥリア単位で戦い、同じ単位でケントゥリア民会では上級政務官を選出し、宣戦布告を票決していた。この頃の戦術は重装歩兵のファランクス（密集方陣）であった。彼らは自分の資産を守るためにも国のために戦い、その義務を果たすことによって自身の権利を拡大していった。当初はフル装備で戦えるのは第1クラッシスの40ケントゥリア（つまり4000人）だけで、徐々に第2、第3クラッシスも装備を整えられるようになったと考えられている。

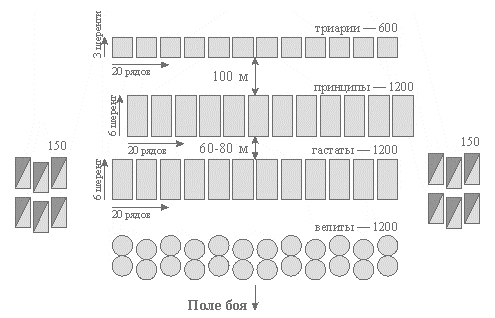
改革前のマニプルス（中隊単位）時代のローマ軍団の編成。下からウェリテス（軽装兵）、ハスタティ（第一列）、プリンキペス（第二列）、トリアリイ（第三列）。両脇はエクィテス（騎兵）

共和政初期には近隣との小競り合いが多かったものの、紀元前4世紀にウェイイ攻略（ウェイイ包囲戦 (紀元前396年)）やラティウム戦争を経て拡大したローマは、紀元前311年頃を境に軍団数も4に増やし、サムニウム戦争の教訓から、マニプルス（中隊）単位で動く三列からなる三重戦列（トリプレクス・アキエス）を取り入れたと考えられている。クラッシスの制度が始まった王政ローマ6代目セルウィウス・トゥッリウス王の時代には、第5クラッシスの最低資産額は11000アス (青銅貨)だったが、後に4000アスにまで引き下げられ、この三列への振り分けは、資産ではなく主に年齢によって行われ、第一列（ハスタティ）が最も若く、第三列（トリアリイ）はベテランで構成された。
- マニプルス時代の軍団（レギオ）[12]
  - 騎兵（エクィテス）：騎兵部隊（トゥルマエ）x30。デクリオ（十人隊長）3人が指揮
    - 騎兵部隊（トゥルマエ）：10騎

  - 軽装兵（ウェリテス）：1200名
  - 第一列（ハスタティ）：マニプルス（中隊）x10（1200名）
  - 第二列（プリンキペス）：マニプルス（中隊）x10（1200名）
  - 第三列（トリアリイ）：マニプルス（中隊）x10（600名）
    - マニプルス（中隊）：ケントゥリア（百人隊）x2
      - ケントゥリア（百人隊）：ケントゥリオ（百人隊長）が指揮

## 制度上の問題

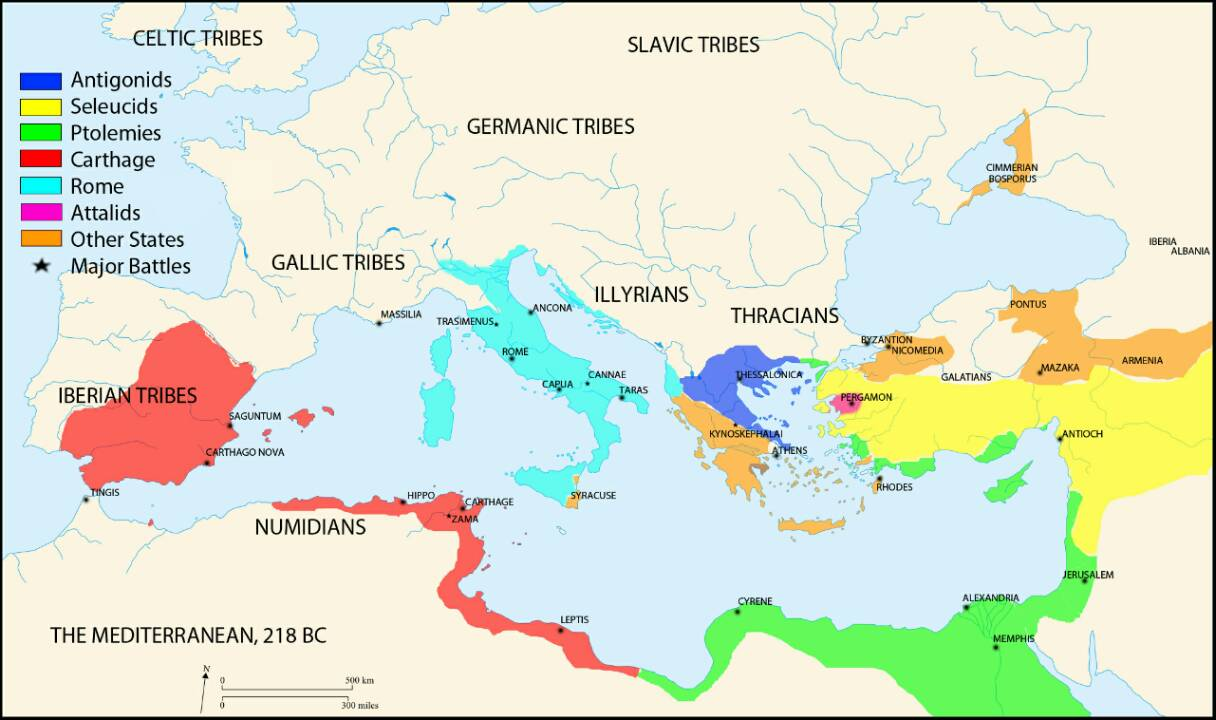
紀元前218年の地中海世界。水色がローマ、赤色がカルタゴ

資産階級の17才から46才の男性市民は兵役義務を負い、ユニオレス（iuniores、青年隊）と呼ばれ、47才から60才までのセニオレス（seniores、老年隊）も場合によっては召集されたが、彼らは普段は市民で、それは将校も同様であり、常備軍を持たなかった共和政ローマに職業軍人は存在しなかったとも言える。装備は自弁であり、そのために資産があることが前提で、彼らはコンスル（執政官）やプラエトル（法務官）によって発せられる告知を見て出頭し、各軍団に配置され、誓約（サクラメントゥム）を行うことでインペリウム（指揮権）への服従義務と、武器の使用権を与えられた。無産階級も軽装兵として召集されてはいたが、当初は補充扱いで、共和政後期になって重装歩兵部隊に加えられるようになると、装備の一部は国から支給されるようになっていった。
共和政初期には、資産家である少数のエクィテスや第1クラッシスの重装歩兵の働きが大きかったとが推測されるが、第二次ポエニ戦争の頃には徴兵単位がケントゥリアからトリブス（選挙区）に移っており、資産よりも市民の年齢が重視されるようになっていたことが覗える。クラッシスに登録される市民の資産が大土地所有（ラティフンディウム）などによって低下し、第5クラッシスの資産基準も、4000アスから更に1500まで切り下げられ、軍団兵の主力が、資産の少ない多数の市民に移っていった（ローマ軍の無産市民化）。軍団内での装備などの階級の差も徐々になくなっていったと考えられる。

キンブリ族、テウトネス族の侵攻ルート

給料は紀元前5世紀末から払われていたと考えらていれるが、せいぜい生活費の足しにしかならず、ポリュビオスが第二次ポエニ戦争期に支払われたとしている一日あたり2オボルスという額も、おそらく生活費に消えたと考えられ、毎回報奨金が貰える訳でも、戦利品が確実に得られる訳でも無く、スキピオ・アフリカヌスの退役兵に土地が分配された例があるものの、その後行われていたかは不明で、この時点で職業軍人化は進んでいないと考えられる。共和政初期には主に防衛のための動員で、春から始まり秋の収穫までには終わっていたが、ローマの拡大に従って、海外で戦う場合には数年は家を空けることになり、自分の農地が守れないため兵役忌避するものも現れていた。紀元前2世紀末のキンブリ族・テウトネス族の侵入を受け、イタリア外での長期にわたる戦争が予想されることとなり、徴兵のあり方にも改革が迫られた。

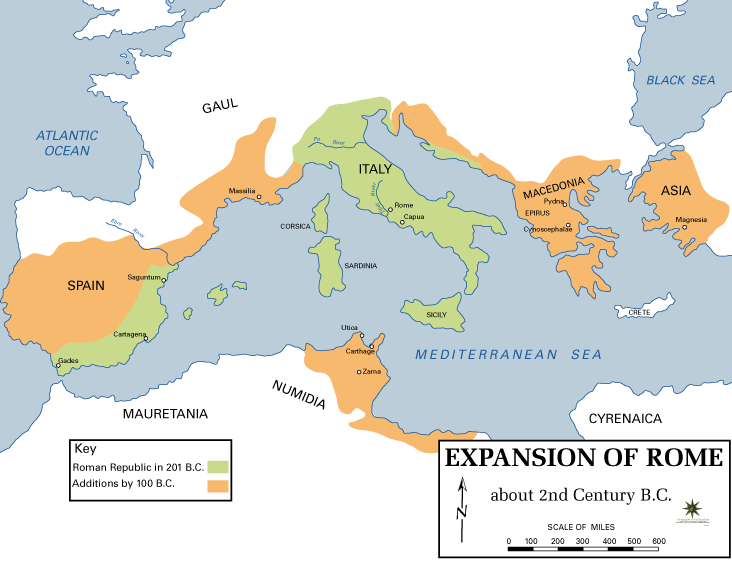
紀元前2世紀のローマの拡張。オレンジが新たに獲得した領地

### ローマ軍団の弱体化
紀元前2世紀後半以降、ローマの外征は大敗北の後ダラダラと戦い続け最終的には勝利するパターンが続いたが、これはローマ人の慢心と、ハンニバル相手に鍛えられた有能な指揮官の退場によって、軍団共々経験不足に陥っていたためと考えられる。代わりに彼らの残虐さは増し、都市を占領すると人だけでなく犬まで殺して回ったとポリュビオスは書き残している。ユグルタ戦争では部隊が敵に買収され、紀元前105年のキンブリ族らとのアラウシオの戦いでは、カンナエの戦いと同程度の損害を出したという。
海外に属州が増えるに従って、平時には農業にいそしみ、有事には国のために戦うという市民の従来の理想像は成り立たなくなっていた。中には紀元前200年の時点で、無産市民でありながら、志願して22年間従軍し、プリムス・ピルス（筆頭百人隊長）まで登り詰めたスプリウス・リグスティヌスのような例もあったという。ラティフンディウムの広まりがこの時代どこまで進んでいたのか、研究者の間でも意見が分かれているが、市民のマンパワーが減退し、軍団の力が衰えていることは、当時の人間にも意識されたことだろう。このような状況のなか、ユグルタ戦争、キンブリ・テウトニ戦争に勝利したのがガイウス・マリウスであった。

## 内容
「・・・諸君が横暴な指揮官の被害に遭うことがないよう、戦闘中であっても常に私が共にあろう。諸君と私とは一心同体なのだ。・・・」そう演説すると、マリウスは兵士を登録したが、父祖の風習に倣うでも、階級からでもなく、ただ希望する者たちを登録し、その多くが無産階級であった。・・・執政官は豊かな土地へ乗り込むと、小規模な戦闘を繰り返し、奪ったものは全て兵士に与えた。新兵たちも怖れることなく戦い、すぐにベテランと一体となって戦うようになった。—サッルスティウス、『ユグルタ戦争』85-87

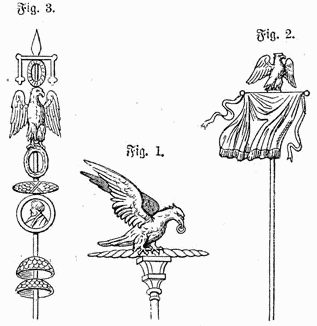
ローマ軍団の鷲の標識

テオドール・モムゼンによれば、マリウスより以前から、騎兵と軽装兵は海外からの優秀な部隊が採用され、歩兵に関しても、資産基準を満たしていない無産階級が採用されるようになっていたという。社会的な変化に応じ、正式にこれらの既成事実が採用されるようになり、これまでの兵役義務という形に加えて、自由民なら希望すれば誰でも入隊が許可され、これまでのウェリテス（軽装兵）、第1列から3列までの4つの兵種は撤廃され、新兵は一律に、剣闘士の養成から取り入れられた訓練を施された。

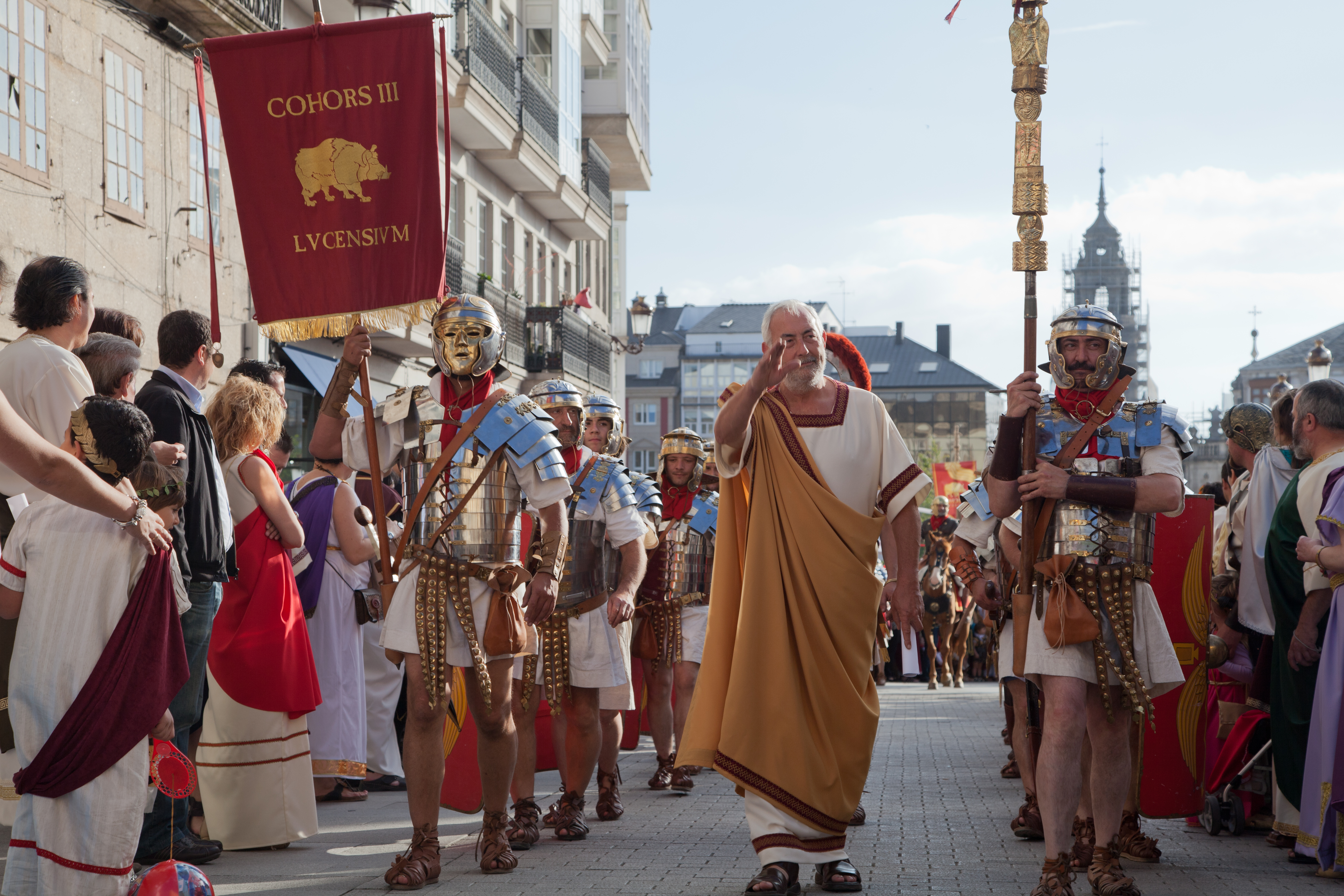
ルーゴ (スペイン)で行われる祭りで再現された帝政時代の第三コホルス、ルケンシウム

軍団は、従来は30のマニプルス（中隊）によって構成されていたが、それぞれが5-6のケントゥリア（百人隊）からなる10のコホルス（大隊）によって構成されるように変更され、全体数も約4200から5-6000に増加した。軍旗もそれまでは騎兵、戦列ごとの4種あったが（狼、ミノタウルス、馬、猪）、代わりに各コホルス毎に独自の軍旗が、軍団には新しく銀の鷲の軍旗が採用された。スキピオ・アエミリアヌスが始めたとされるプラエトリアニ（護衛部隊）を除き、全軍団兵の階級や身分による区別もなくなり、マリウスの強力な手駒となったという。大プリニウスは、マリウスの時代の少しまえから鷲の旗は採用され、他の旗はあまり使われなくなっており、マリウスの2度目の執政官時代（紀元前104年）に完全に廃止されたとしている。
コホルス（大隊）の起源ははっきりしないが、第二次ポエニ戦争時に小集団相手の戦闘が続いたヒスパニア遠征で採用されたものが知られており、従来の三列陣形と比べ、10のコホルスが独自に動くことが出来、柔軟性が増している。
- 改革後の軍団（レギオ）[23]
  - 大隊（コホルス）x10
    - 中隊x3
      - 百人隊（ケントゥリア）x2：2隊を1人のケントゥリオ（百人隊長）が指揮

また、駄獣を減らし行軍速度を上げるため、食器や糧食を引っかけるフック付きの棒を開発し、兵士に担がせた。負担が軽減し休息も容易になり、「マリウスのロバ」と表現されたという。また、カエサルの時代には、年額225デナリウスの給料が出るようになっていた。

## 影響

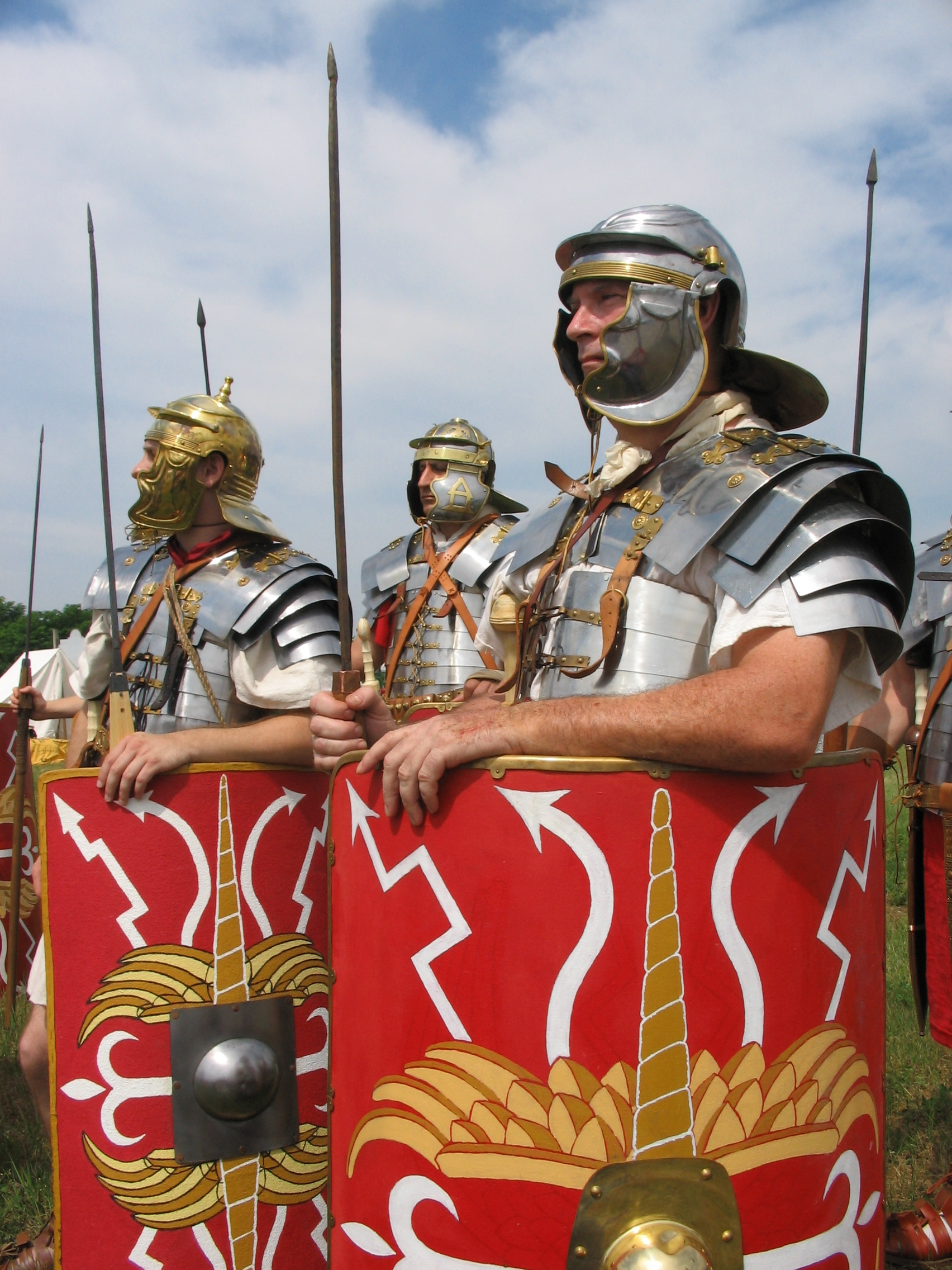
再現イベントにおける、第3軍団キュレナイカの軍団兵

以前よりも常備軍に近づいたことによってプロ化し、軍団の蓄積した経験を引き継ぎ易く、全体の底上げがなされ、攻城戦などに必要な特殊技術も高まった。しかし、こうしたプロ化した兵士の多くが無産階級であり、退役すれば生活に行き詰まることになるが、建前上は以前の資産階級による兵役義務の形であったため、彼らへの対策は後回しとなり、退役後に土地を分配してくれる指揮官への忠誠が、国よりも優先するようになっていった。彼らをうまく利用したのが、ルキウス・コルネリウス・スッラ、グナエウス・ポンペイウス、ガイウス・ユリウス・カエサルといった面々であり、内戦となったローマでは、同胞に対しても容赦なく戦う軍団の姿がみられた。
モムゼンは、この改革は軍事的強化によって国を救った可能性があるとし、スティリコの改革と比べている。生活基盤を持つ市民の負担という形でしかなかった兵役が、プロレタリイ（無産階級）の参入によって、軍隊に依存する兵士が増え、常備軍、護衛部隊、プロ化した兵士が揃ったことにより、将来の帝政への道が整ったとし、マリウスが定めた銀の鷲はロームルスが行った鳥占いのように、皇帝の到来を告げるようであったとしている。
共和政末期の軍団は、特にカエサル暗殺以降は従来とは全くの別物と言われ、マリウスの軍制改革による軍団の職業軍人化、私兵化が原因とされてきたが、ファーガス・ミラーによる共和政ローマ民主政論の影響もあってか、軍団兵の市民としての政治活動の結果として再評価が進んでいる。従来、内乱の1世紀における転機と見做されてきた、紀元前88年のスッラによるローマ市進軍に関しても、少なくともこの時点では、私兵化や職業軍人化の現れとは言えないという指摘がある。

### 退役兵植民
マリウス派の護民官ルキウス・アップレイウス・サトゥルニヌスは、マリウスの退役兵のために土地分配法を立法し、アフリカ、アカエア、マケドニア、シキリア、コルシカ島といった海外に入植させた。紀元前100年には、エポレディアに植民市を建設したが、これも当時の属州ガリア・キサルピナで、この頃から退役兵のための植民市が建設されることが増えたと考えられており、軍事植民市と呼ばれている。これら植民市は、指揮官の政治的基盤となったと考えられているが、過大評価とする批判も根強い。
スッラは後に、彼に敵対した都市に対する罰として、退役兵の入植を行った。ただ、これを地方の荒廃を防ぐための政策とみる説もある。ティトゥス・リウィウスは47個軍団、アッピアノスは23個軍団12万人規模とするが、現代の研究では8万人、もしくはもっと少ない3万人とする説があり、軍団兵の全てが植民を望んでいたわけではなく、故郷へ帰りたい兵士が一定数いたと考えられている。例えばポンペイにも入植が行われており、4-5000人、もしくは面積から考えて1500-2000とも見積もられているものの、どこに入植したのかは発掘調査でも分かっていない。キケロの『スッラ弁護』からは、従来の市民と入植した退役兵との間にトラブルがあったことがうかがえるという。
また、エトルリアのファエスラエでは、入植した退役兵を地元住民が襲撃する事件も起っており、両執政官が軍団を率いて乗り込んだ上、その一人のマルクス・アエミリウス・レピドゥス (紀元前78年の執政官)が反乱を起こしている。更に紀元前63年のルキウス・セルギウス・カティリナによる陰謀では、ファエスラエの退役兵植民者たちがその主力を担っており、彼らの窮状が覗える。この頃には、同盟市戦争の結果、全イタリア人に市民権が付与されており、退役兵が入植することによって同じローマ市民が不利益を被る形になっていた。カエサルもイタリア内への入植を大規模に行ったが、古代の記録によれば、分配したのは公有地や自分で購入した土地で、トラブルが起らないように配慮していたという。
これらの共和政末期の退役兵植民を、イタリア内での人口再配置によってイタリアの政治的、文化的統一に貢献したとする見方がある。しかし、スッラの退役兵たちは、入植しても結局農業を続けられなかったのではないかとする説もあり、その後の紀元前41年に行われた退役兵植民では、強引に実行したオクタウィアヌス（アウグストゥス）がとてつもない不評を買っている。イタリア内での入植はトラブルが多く、アウグストゥスが紀元前14年に現金の支給に変更し、入植は属州がメインとなってハドリアヌス帝の時代まで続いた。